# Granulaire synthese
Granulaire synthese is een proces waarbij een geluidsfragment, ook wel sample, wordt opgedeeld in zeer korte fragmenten, om daarna te worden herschikt voor het verkrijgen van nieuwe klanken. Deze techniek wordt onder meer toegepast in synthesizers, soft-synths en effectapparatuur.

## Beschrijving
Door het gebruik van enkele gesamplede fragmenten uit een audiofragment in een vloeiende stroom te plaatsen, kan zo een continue geluid worden gecreërd dat uit vele afzonderlijke delen bestaat. Deze losse fragmenten, het granulaire deel of 'graantjes', zijn zeer korte digitale geluidsfragmenten van 50 milliseconden (ms) of minder.
Het synthesizergedeelte zorgt voor analyse van het audiofragment, de opsplitsing, en de herstructurering naar een continue geluid. Ook is het mogelijk om de toonhoogte en formanten onafhankelijk van elkaar te wijzigen.

## Geschiedenis
Granulaire synthese is ontstaan in de jaren 50 van de twintigste eeuw toen de componist Iannis Xenakis een compositietheorie bedacht op basis van de Gabortransformatie. Zijn composities uit deze periode beschrijven het genereren van muzikale fragmenten die uit een aantal elementaire geluidsdeeltjes bestaan, waarvan de samenstelling in de loop van de tijd verandert. Technisch gezien werd dit toentertijd op een zeer complexe manier gerealiseerd door geluidsbanden in kleine stukjes te knippen en ze weer aan elkaar te plakken.
Midden jaren 70 deed de Amerikaanse componist Curtis Roads verder onderzoek naar granulaire synthese, waar hij experimenteerde met computergegenereerde composities. De fragmenten kostten toen nog veel tijd om te berekenen. Om de besturing van de synthese te vereenvoudigen, ontwikkelde hij een methode om de besturingsparameters grafisch te beschrijven.
In de jaren 80 werd door Barry Truax voor het eerst een manier ontwikkeld om granulaire synthese in realtime te genereren, dat wil zeggen tijdens het bespelen van de synthesizer wordt de klank berekend en afgespeeld.
Vanaf eind jaren 90 groeide de rekencapaciteit van computers zeer sterk. Hierdoor werd het mogelijk om met softwaretoepassingen steeds betere resultaten te krijgen voor wat betreft de klanksynthese van de granulaire delen. Verschillende bedrijven ontwikkelden softwaresynthesizers, waaronder enkele bekende namen als Omnisphere, Absynth, FL Studio, Reaktor, Alchemy en Pigments.

## Ondersteuning
Verschillende hardware en software die granulaire synthese ondersteunen of kunnen opwekken zijn:

### Hardware
- Microgranny & grandPa (Bastl)
- GR-1 (Tasty Chips)
- Particle Granular Delay (Red Panda Lab)
- Clouds (Mutable Instruments)
- Morphagene (Make Noise)

### Software
- Kyma
- crusherX-Live
- crusherX-Studio
- Malström in Reason
- Reaktor (Native Instruments)
- Absynth (Native Instruments)
- Kontakt (Native Instruments)
- Max/MSP (Cycling '74)
- Ableton Live
- Granulator 1 en 2 voor Ableton
- Audiomulch
- SuperCollider
- Csound
- REplay PLAYer
- Pure Data
- Pigments (Arturia)
- Pigments 2 (Arturia)
- TubeOhm Pure-D16/24Grain
- Alchemy (Camel Audio)
- FL Studio
- Falcon (UVI)
- Kenaxis
- Padshop (Steinberg)
- Avenger (Vengeance-Sound)
- Omnisphere (Spectrasonics)
- Beads (Mutable Instruments)
- Quanta (Audiodamage)
- Crystallizer (SoundToys)
- Tardigrain (Humbletune)
- Grainspace (Audiority)

FM · 
Wavetable · 
Additief · 
Subtractief · 
Phase Distortion · 
Fasemodulatie · 
Physical modelling · 
Virtueel analoog · 
Formant · 
Sample-gebaseerd · 
Granulair